# غريغوري وليامز
غريغوري وليامز (بالإنجليزية: Gregory Alan Williams)‏ هو كاتب وروائي وممثل أمريكي، ولد في 12 يونيو 1956 في الولايات المتحدة. بدأ مشواره المهني سنة 1988.

## أعمال

### أفلام
- (1993) في خط النار
- (2000) تذكر الجبابرة
- (2014) ذراع المليون دولار
- (2015) تيرميناتور جنسايس[5][6][7][8]
- (2017) جيوستورم[9]

## وصلات خارجية
- غريغوري وليامز على موقع IMDb (الإنجليزية)
- غريغوري وليامز على موقع ديسكوغز (الإنجليزية)
- غريغوري وليامز على موقع قاعدة بيانات الفيلم (الإنجليزية)